# 발레도리아
발레도리아(Valledoria, 갈루레세: Codaruìna, 사르데냐어: Codaruìna, 사사리어: Codaruìna)는 코기나스강 하구 근처 아시나라만 중앙에 위치한 사사리도의 도시이자 코무네이다.

## 역사
발레도리아는 토리 공국의 일부였으며, 나중에 제노바의 도리아가에 의해 점유되었다. 아라곤주의 사르데냐 정복 이후, 이 지역은 전염병으로 인해 인구가 크게 감소했다.
19세기 초 아주스와 템피오파우사니아에서 온 새로운 정착민들이 코다루이나를 세우면서 인구 증가가 시작되었다. 1960년 코다루이나는 발레도리아라는 이름으로 자치 코무네가 되었다. 1983년 프라치오네인 산타 마리아 코기나스는 독립 코무네가 되었다.